# 卡尔-埃贝·安诺生
卡尔-埃贝·安诺生（丹麥語：Carl-Ebbe Andersen，1929年1月19日—2009年6月14日），丹麦男子赛艇运动员。他曾代表丹麦参加1948年夏季奥林匹克运动会赛艇比赛，获得男子双人单桨有舵手金牌。